# كويتشي ساكاغتشي
كويتشي ساكاغُتشي أو كويتشي ساكاغوتشي ( ولد, في 10 فبراير 1968, في طوكيو، اليابان ) هو مؤدي أصوات ياباني

## الأدوار
- المرؤوس (الحلقة 4 ) في طريق السلام
- كورارو في الخادم الأسود
- توما دي دي جرايمان
- ستارمون في أبطال الديجيتال الجزء الثاني
- الرجل ذو النظارات ( الحلقة 5 ) ، سلايسر في خيميائي الفولاذ
- الأمير هاتا، نوبوناغا، نوجيما في جينتاما
- أب يوميكو في همتارو
- رايمون سويشيرو في أبطال الكرة
- آربوك في بوكيمون
- داماياجي في زعيم المحاربين
- تيسيل في الحماة الأبطال

## وصلات خارجية
- كويتشي ساكاغتشي على موقع IMDb (الإنجليزية)
- كويتشي ساكاغتشي على موقع قاعدة بيانات الفيلم (الإنجليزية)
- كويتشي ساكاغتشي على موقع ANN person (الإنجليزية)

http://www.animenewsnetwork.com/encyclopedia/people.php?id=797